# 코블렌츠역
코블렌츠역(독일어: Bahnhof Koblenz)은 스위스 아르가우주와 코블렌츠 시정촌에 있는 기차역이다. 역은 빈터투어에서 코블렌츠까지의 철도 노선과 코블렌츠에서 슈타인-제킹엔까지 화물 전용 노선이 있는 투르기에서 발츠후트까지의 철도가 만나는 지점에 있다.
코블렌츠역과 코블렌츠 도르프역을 혼동해서는 안 되며, 코블렌츠의 중심에 좀 더 가깝다.
코블렌츠는 아레강과 라인강이 합류하는 지점에 위치해 있기 때문에 이 역은 두 개의 주요 철도 교량에 인접해 있다. 발츠후트-코블렌츠 라인 철도 교량은 라인을 가로질러 독일로 가는 투르기-발츠후트선을 운반하는 반면, 코블렌츠 아르 철도 교량은 아레강을 건너 슈타인-제킹엔까지 선을 운반한다.

## 역사
역은 1859년 8월 1일에 개업했다.
역은 2013년 현대화 및 개선 작업을 거쳤으며, 이 기간 동안 승객이 선로를 건너지 않고도 승강장에 도달할 수 있는 지하도가 건설되었다. 그 당시에는 신호도 자동화되었으며 그 이후로 역에는 더 이상 직원이 없다.

## 관세
코블렌츠는 세관 목적상 독일에서 도착하는 승객을 위한 국경역이다. 세관 검사는 기차와 코블렌츠역에서 스위스 공무원이 수행할 수 있다. 스위스가 2008년 솅겐 지역에 합류하면서 체계적인 여권 심사가 폐지되었다.

## 운행편
2020년 12월 시간표 변경에 따라 코블렌츠에서 다음 서비스가 중지된다.
- 아르가우 S-반 S27/ 취리히 S-반 S36: 발츠후트와 바트 추르차흐 사이를 30분 간격으로 운행하고, 바트 추르차흐에서 뷜라흐까지 매시간 운행한다.
- 아르가우 S-반 S27: 바덴까지 30분 간격 운행.
- 취리히 S-반 S19: 러시아워 페피콘 ZH까지 운행